# كاتدرائية القديس بافو في غنت
كاتدرائية القديس بافو هي كاتدرائية الكنيسة الكاثوليكية في مدينة غنت، بلجيكا. يبلغ ارتفاع المبنى القوطي 89 مترًا وهو مقر أبرشية غينت، وقد سمي على اسم القديس بافو من غينت. تحتوي الكاتدرائية على Ghent Altarpiece الشهير، الذي يُعتبر أحد أعظم الأعمال الفنية في العالم.

## تاريخ

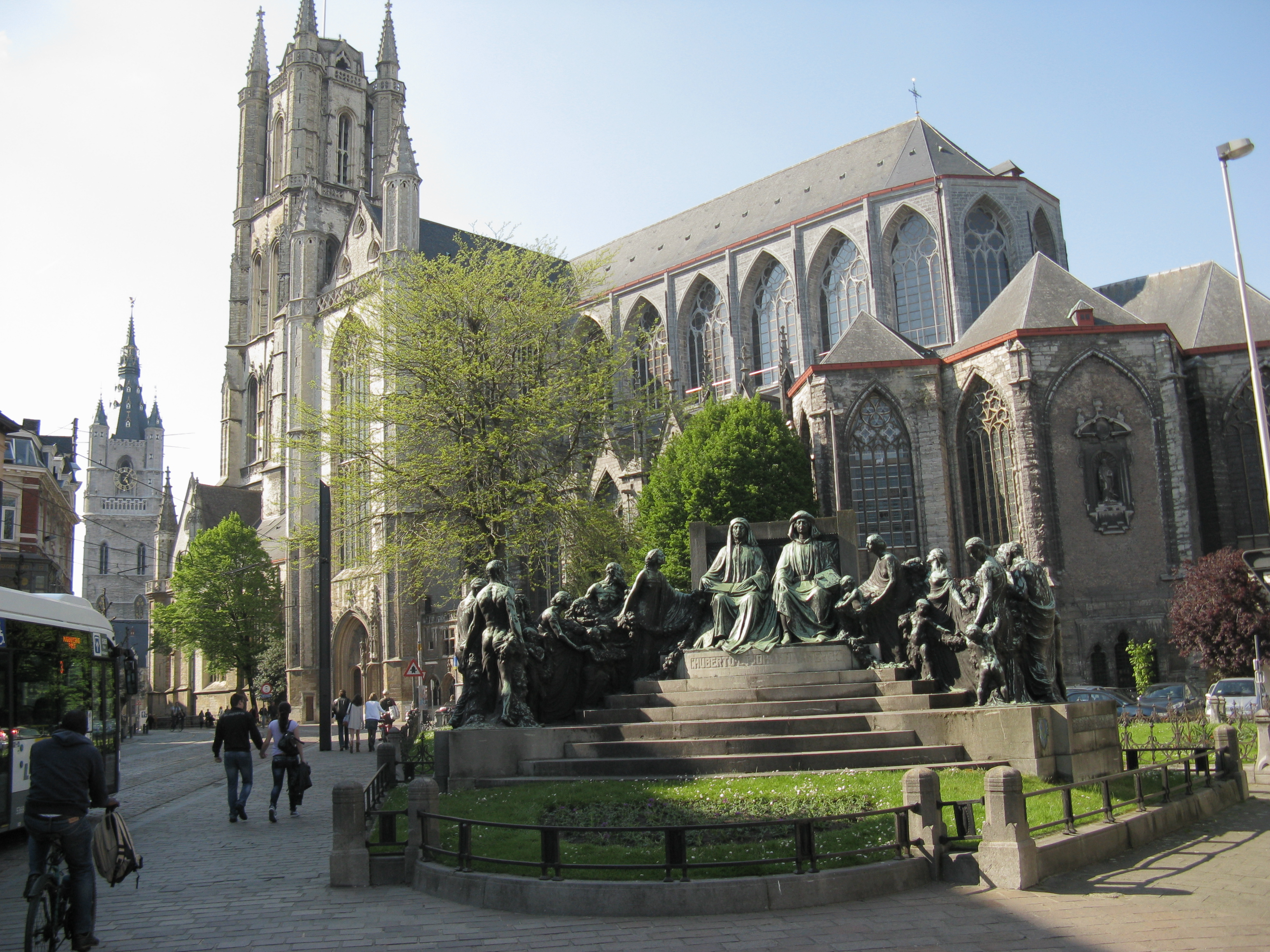
الكاتدرائية من ساحة J van Eyck.

تقف الكاتدرائية في موقع كنيسة القديس يوحنا المعمدان السابقة، والتي كانت مصنوعة في المقام الأول من الخشب وتم تكريسها في عام 942 من قبل ترانسماروس، أسقف تورناي ونويون. يمكن العثور على آثار هيكل رومانيسكي لاحق في سرداب الكاتدرائية. بدأ بناء الكنيسة القوطية حوالي عام 1274.
في الفترة اللاحقة من القرن الرابع عشر إلى القرن السادس عشر، تم تنفيذ مشاريع توسعة مستمرة تقريبًا على الطراز القوطي على الهيكل. تمت إضافة جوقة جديدة ومصليات مشعة وتوسعات للجناح ومنزل فصل وممرات صحن وقسم غربي مكون من برج واحد.
في عام 1539، نتيجة التمرد ضد شارل الخامس ، الذي تعمد في الكنيسة، تم حل دير القديس بافو القديم. أصبح رئيس ديرها ورهبانها شرائع في الفصل الذي كان ملحقًا بما أصبح فيما بعد كنيسة القديس بافو. عندما تأسست أبرشية غنت عام 1559، أصبحت الكنيسة كاتدرائيتها . تم اعتبار البناء مكتملًا في 7 يونيو 1569.
في صيف عام 1566، شنت مجموعات من متمردي الأيقونات الكالفينية هجمات على الكنائس الكاثوليكية في هولندا. قام هؤلاء المتمردون بتحطيم النوافذ الزجاجية الملونة، وتدمير التماثيل، وتخريب اللوحات والأعمال الفنية الأخرى التي اعتبروها وثنية. ومع ذلك، تم حفظ لوحة المذبح التي رسمها الفنان الشهير جان فان إييك، لتبقى واحدة من الأعمال الفنية القليلة التي نجت من هذا الدمار.

## الداخلية

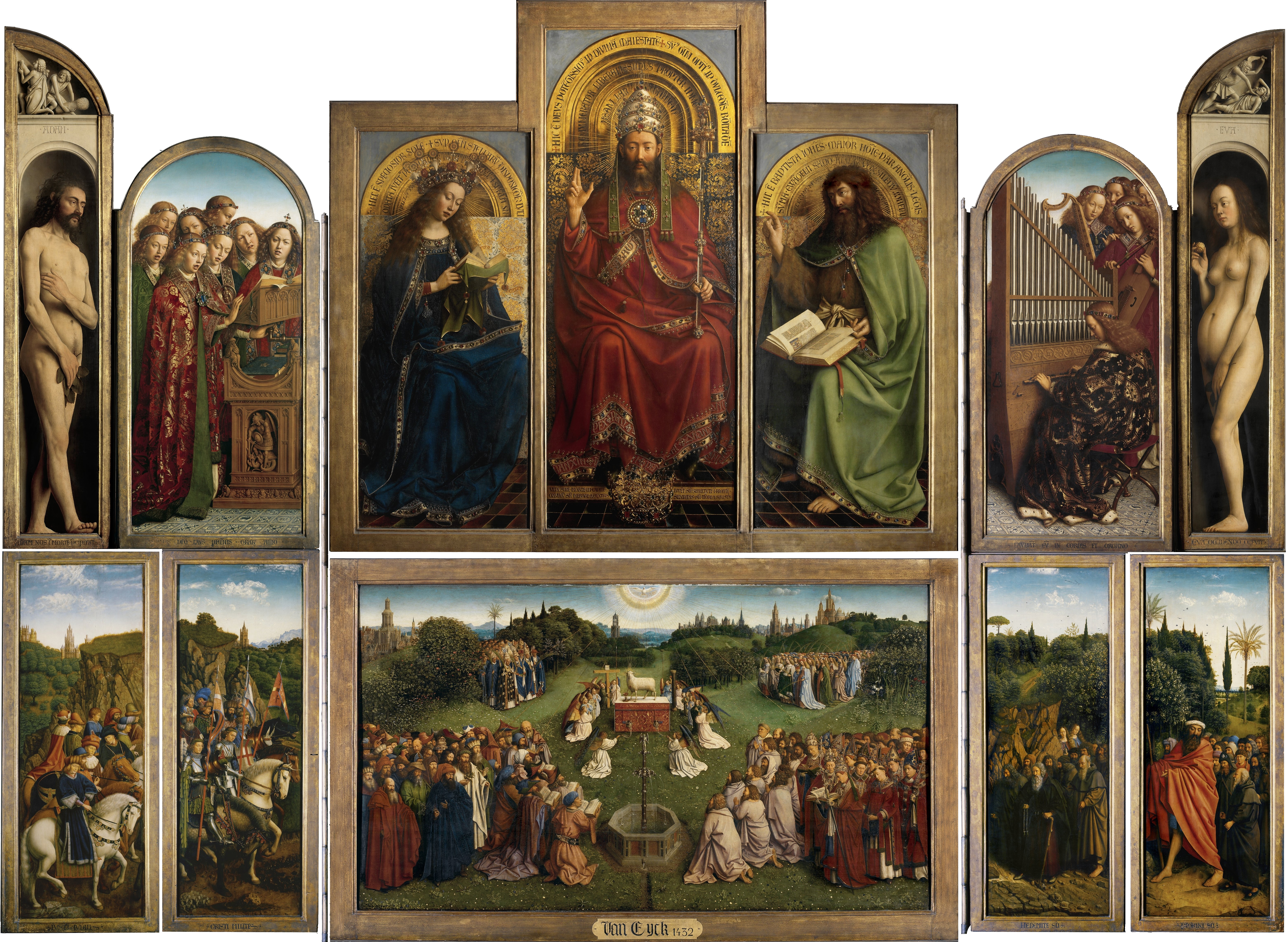
لوحة مذبح غنت ، وهي لوحة من القرن الخامس عشر رسمها هيوبرت وجان فان إيك.

### غنت مذبح
تشتهر الكاتدرائية بـ Ghent Altarpiece ، الموجودة في الأصل في كنيسة Joost Vijd. يُعرف رسميًا باسم عبادة الحمل الغامض بعد اللوحة المركزية السفلية لهوبرت وجان فان إيك . ويعتبر هذا العمل تحفة فان إيك ومن أهم أعمال عصر النهضة الشمالية المبكرة، كما يعد من أعظم التحف الفنية البلجيكية .  سُرق جزء من اللوحة، اللوحة اليسرى السفلية المعروفة باسم القضاة العادلون ، في عام 1934 ولم يتم استردادها. تم استبداله منذ ذلك الحين بالفاكس بواسطة Jef Van der Veken .

### فنون دينية أخرى
تعد الكاتدرائية موطنًا لأعمال فنانين مشهورين آخرين. فهي تحتوي على لوحة "القديس بافو يدخل الدير في غنت" للفنان بيتر بول روبنز. هناك أيضًا أعمال للفنان لوكاس دي هيري أو مستوحاة منه، من بينها "منظر غنت". بالإضافة إلى ذلك، رسم فرانس بوربوس الأكبر 14 لوحة تمثل تاريخ القديس أندرو (1572) وثلاثية من فيجليوس أيتا (1571). يتم تمثيل كاسبار دي كراير بلوحات "القديس مقاريوس الجنت" و"قطع رأس القديس يوحنا المعمدان" و"استشهاد القديسة بربارة". تحتوي الكاتدرائية أيضًا على أعمال لأنطون فان دن هوفيل، بما في ذلك "المسيح والمرأة الزانية" و"قيامة المسيح". هناك أيضًا أعمال للفنانين لوكاس فان أودن وجان فان كليف.
رسم الرسام المحلي في غينت، بيتروس نوربرتوس فان ريشوت، سلسلة من 11 لوحة تزين جوقة الكاتدرائية فوق الأكشاك. تمثل خمس من هذه اللوحات مشاهد من العهد القديم، بينما تصور الست الأخرى حلقات من العهد الجديد. تم وضع هذه اللوحات في الكاتدرائية بين عامي 1789 و1791.
1. 1 2  وصلة مرجع: https://www.sintbaafskathedraal.be/en/history/the-ghent-altarpiece/.
2. 1 2 3 4  وصلة مرجع: https://id.erfgoed.net/erfgoedobjecten/25743. الوصول: 24 فبراير 2022. لغة العمل أو لغة الاسم: الهولندية.
3. ↑  مُعرِّف مشروع في موقع "أرش إنفورم" (archINFORM): 7280. مذكور في: أرش إنفورم. الوصول: 31 يوليو 2018. لغة العمل أو لغة الاسم: الألمانية.
4. ↑  مذكور في: أرش إنفورم. الوصول: 30 يوليو 2018. لغة العمل أو لغة الاسم: الألمانية.
5. 1 2  وصلة مرجع: https://www.sintbaafskathedraal.be/en/practical/how-to-get-there/.
6. ↑  Kurtz، Michael J. (2006). America and the return of Nazi contraband. Cambridge University Press. ص. 24.

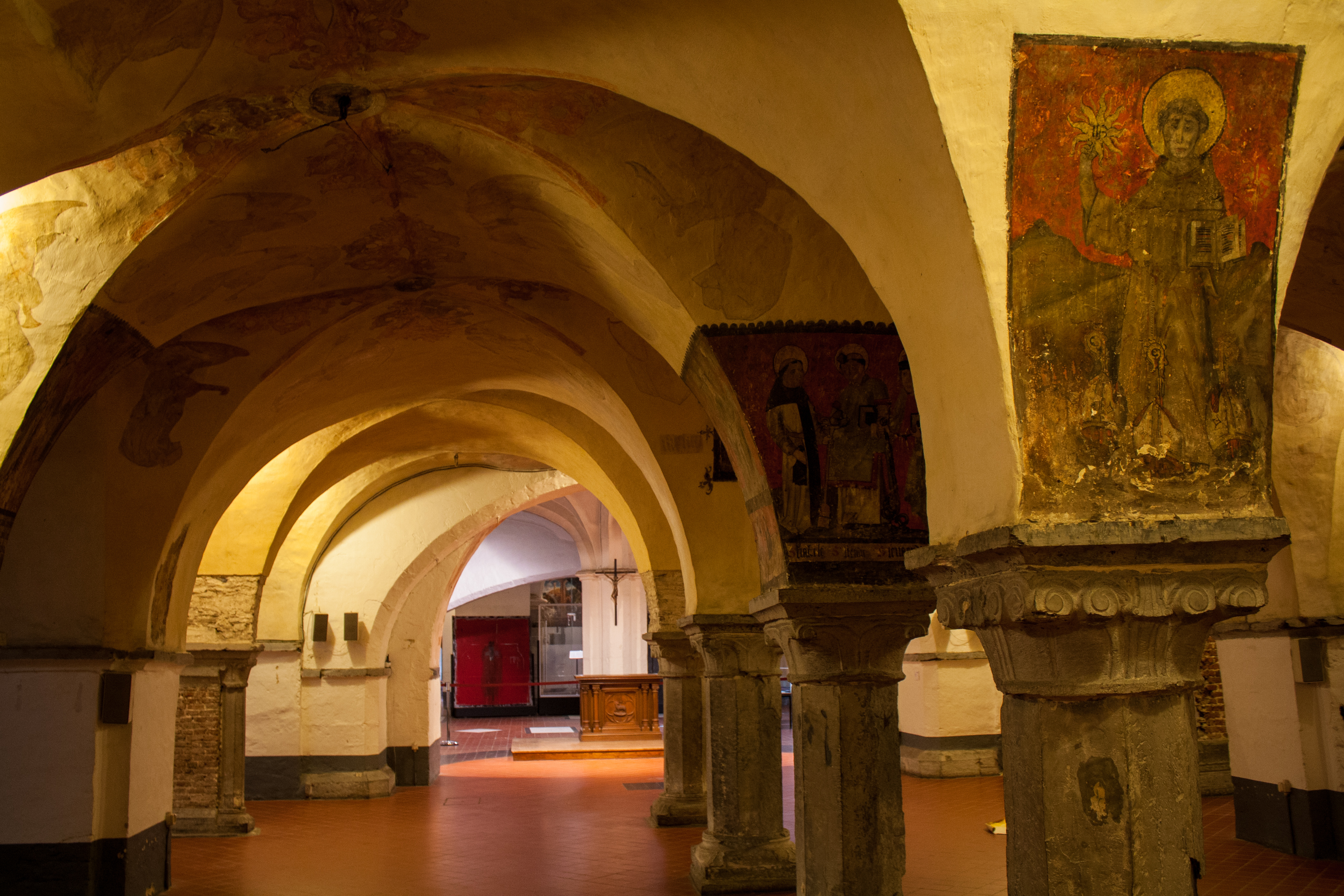
الجزء الداخلي من السرداب الرومانسكي، حيث تظهر اللوحات الجدارية لشخصيات دينية.
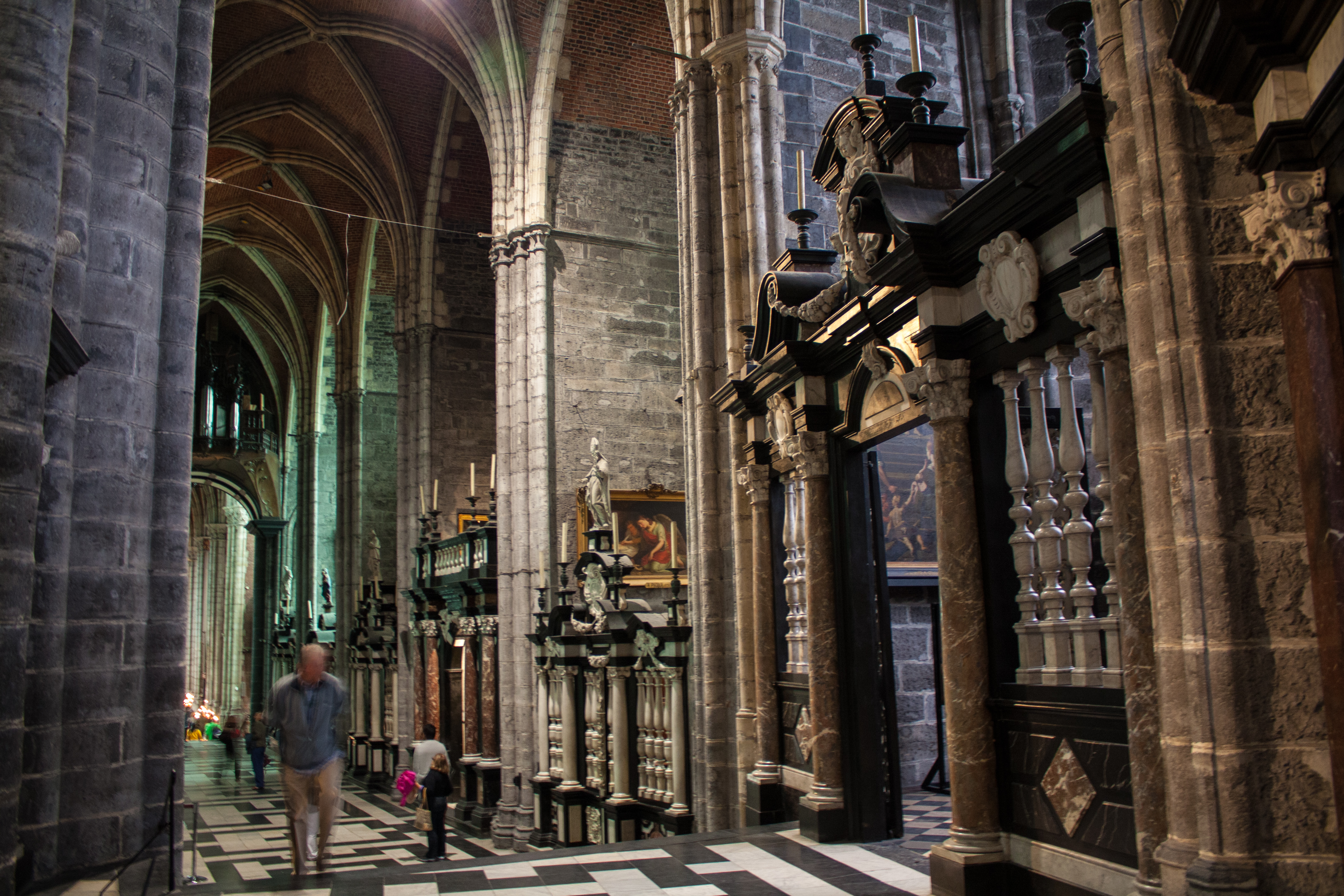
بلاطات حجرية ورخامية متقنة داخل الكنيسة العلوية.
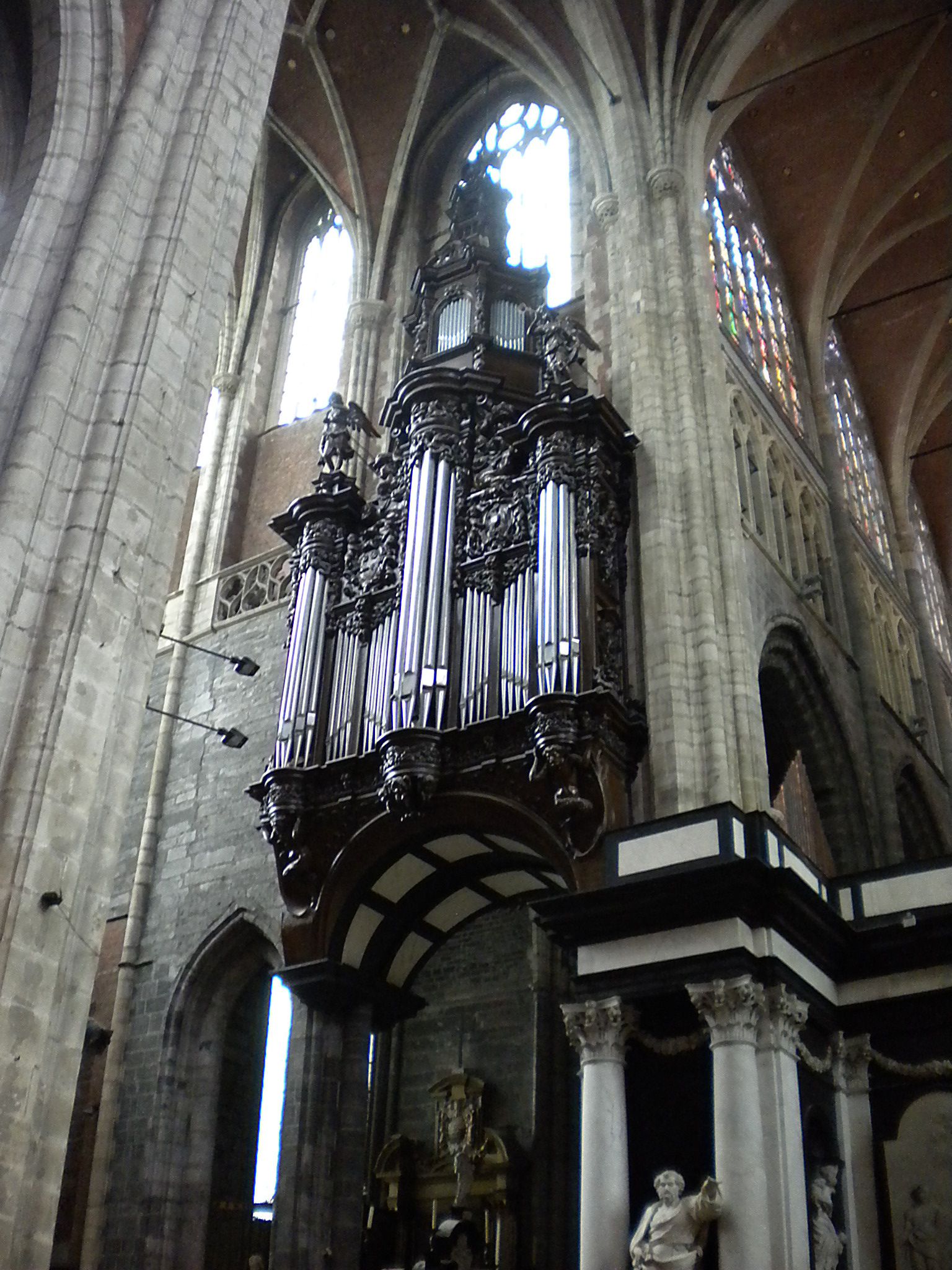
الأورغن الكبير الذي بناه كلايس عام 1935 هو الأكبر في منطقة البنلوكس.
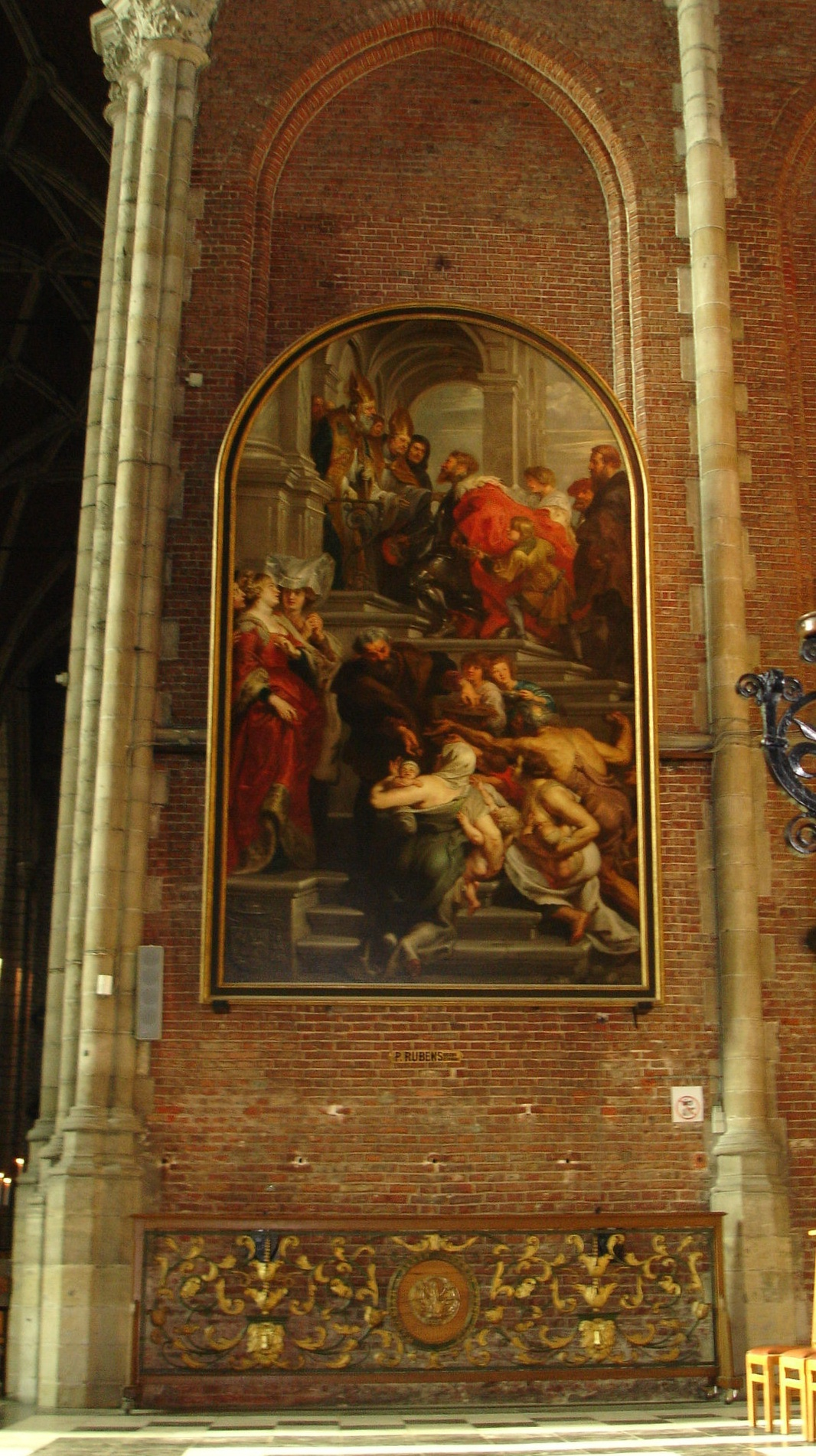
القديس بافو يدخل الدير في غنت.
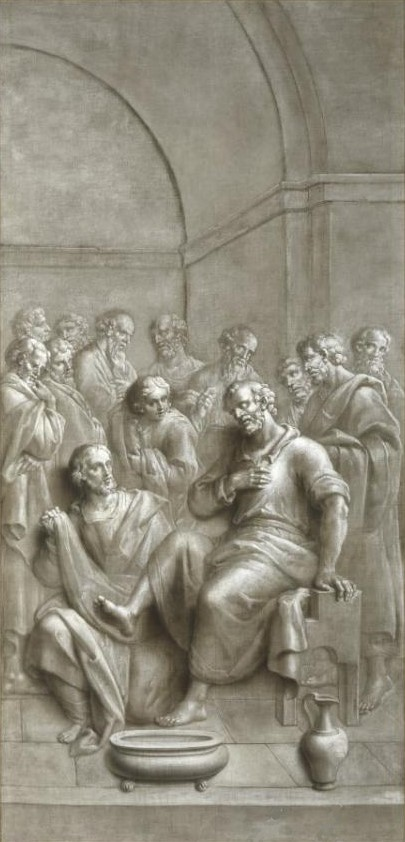
غسل القدمين بواسطة بيتروس نوربرتوس فان ريسشوت.

## الأعضاء
الأورغن الكبير الذي بناه كلايس عام 1935 يُعرف بأنه الأكبر في منطقة البنلوكس (بلجيكا، هولندا، ولوكسمبورغ). هذا الأورغن ليس فقط رمزًا للموسيقى الكلاسيكية ولكنه أيضًا قطعة فنية تقنية تُعبر عن الدقة والإبداع في صناعة الآلات الموسيقية في ذلك الوقت. غالبًا ما يجذب هذا الأورغن الموسيقيين والمحبين للموسيقى من جميع أنحاء العالم للاستماع إلى صوته الغني والمتنوع في العروض والحفلات الموسيقية.

## الكورال

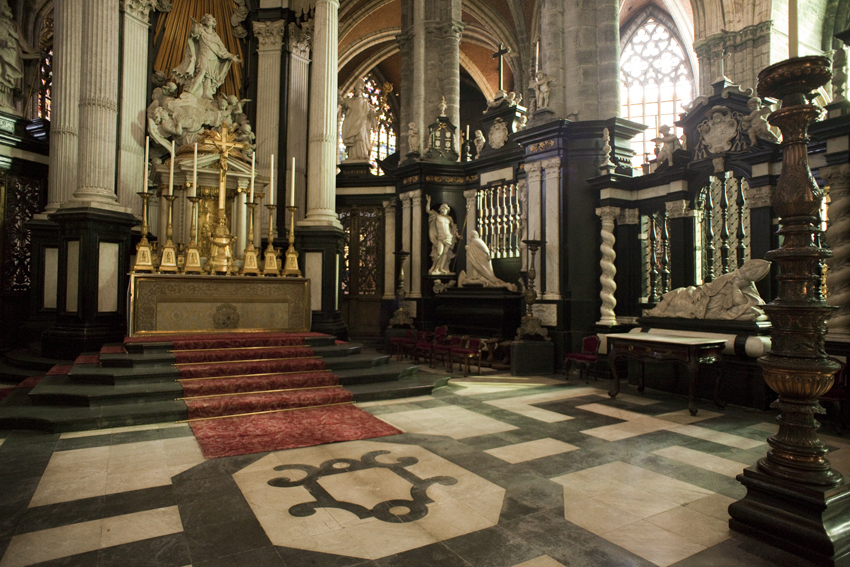
الجوقة العليا للكاتدرائية، في الكنيسة العليا.

ويُعد الجزء الأكثر إثارة للإعجاب في هذا الموقع هو الجوقة العالية مع الأكشاك المخصصة لأعضاء فرع سان بافون. يقع العرش الأسقفي على الجانب الأيمن وتُظهر الأذرع الأسقفية. تشمل أبرز الزخارف الداخلية للجوقة المذبح الباروكي العالي (1702-1782)، المصنوع من الرخام الأبيض والأسود والأحمر الملتهب، بالإضافة إلى مقابر أساقفة غنت، بما في ذلك مقبرة أنطونيوس تريست، المصنوعة من الرخام الأبيض والأسود (1652-1654)، وهو عمل رئيسي للفنان جيروم دوكيسنوي (الثاني). وعلى الجانب الأيمن يوجد معرض يحمل شعارات مرسومة لأعضاء وسام الصوف الذهبي.
توجد في الجوقة لوحة تعود إلى عام 1559 بعنوان "ملكة سبأ تزور الملك سليمان" للفنان الفلمنكي لوكاس دي هيري . يصور هذا العمل المجازي الملك سليمان في دور فيليب الثاني ملك إسبانيا ، والذي يمكن التعرف عليه من خلال ملامح وجهه، ويتلقى هدايا من ملكة سبأ ، وهي قصة رمزية للبلدان المنخفضة ، تمثل تلك الدولة التي تتبرع بثرواتها للملك الإسباني شكرًا لحكومته الحكيمة.

## صحن الكنيسة
نجد في صحن الكنيسة منبرًا مثيرًا للإعجاب على طراز الروكوكو (1741-1745) مصنوعًا من خشب البلوط والخشب المذهّب والرخام الأبيض والأسود على يد لوران ديلفو ، مع درابزين من الحديد المطاوع بواسطة ج.أرينز. هناك أيضًا كراسي صممها المصمم المعاصر مارتن فان سيفيرين. يقع المذبح الرئيسي بين صحن الكنيسة والجوقة.

## الخزانة والسرداب
في كنيسة قدس الأقداس يتم عرض لوحة ثلاثية جلجلة مهمة. يُنسب هذا العمل الذي يعود إلى القرن الخامس عشر إلى جوستوس فان جينت. أخيرًا، هناك مجموعة قيمة من اللوحات الطقسية الهامة والمذخرات والأواني الليتورجية التي يعود تاريخها إلى القرن الخامس عشر فصاعدًا. ومن الذخائر المهمة رأس القديس يوحنا المعمدان والقديس مقاريوس. تُعرف المجموعة المهمة من الزخارف الليتورجية المطرزة يدويًا والمطرزة على نطاق واسع بأنها واحدة من أهم الزخارف في البلاد، وبعضها معروض للعرض.

## الفصل من سان بافو

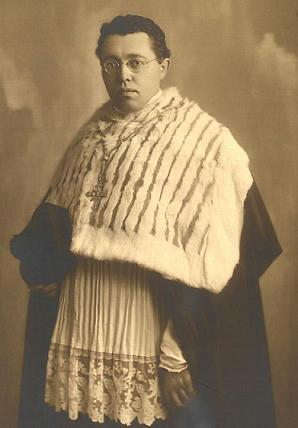
كاريل يوستينوس كالويرت شريعة القديس بافو.

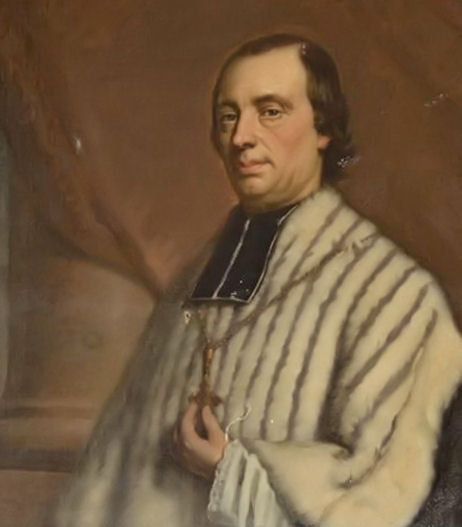
كونستانت فان كرومبروغي كانون غنت.

اذ لا يزال الفصل موجودًا حتى اليوم داخل الكاتدرائية منذ تأسيسها. كان الأعضاء من الأساقفة المهمين وأعضاء البيوت النبيلة. يعد جوزيف دي كيسيل اليوم أحد الشرائع الفخرية. تتحد فصول هارلم وغنت في الصداقة. أسبوعيًا تغني الشرائع القداس مع الأسقف.
- ماكسيميليان فان دي ووستيني دي بيسيلير ، توفي عام 1699: ابن شقيق مركيز بيسيلير
- جاك إجناس فان باريس ، توفي عام 1702: حفيد روبنز.
- كونستانت فان كرومبروج
- فرانسوا الثالث ماريا روبنز، توفي عام 1720: حفيد روبنز.
- بيتروس جوزيف تريست ، مؤسس إخوة المحبة
- توماس فيليب دالساس ، كاردينال
- أنطون ستيلمانس ، قبل رسامته أسقفًا
- غوستاف جوس ، قبل أن يصبح كاردينالاً
- جوزيف دي كيسيل ، الكنسي الفخري
- لود أيرتس ، قبل أن يُرسم أسقفًا

## مراسم الدفن
- كورنيليوس يانسن (1510–1576)، أول أسقف على غنت (1565–1576)
- بيتر دامانت (1530–1609)، ثالث أسقف غنت (1589–1609)
- كارل فاندن بوش، أسقف غنت
- كاريل جوستينوس كالويرت (1893–1963): أسقف غنت السابع والعشرون (1948–1963)
- الأمير فرديناند دي لوبكويتز (1726–1795) أسقف غنت، 1779–1795
- فيليبوس إيراردوس فان دير نوت ، قبر باروكي من تصميم جان بوكسنت .
- جان دي سميت ، أسقف غنت
- جان فرانس فان دي فيلدي (1779–1838)، أسقف غنت العشرون.
- جيرارد فان إيرسل (توفي عام 1778)، أسقف غنت
- إجناس شيتز دي جروبيندونك (1625–1680)، أسقف غنت الحادي عشر (1679–1680)
- ميشيل فالوا ، دوقة بورغوندي

## أنظر أيضا
- أسقف غنت
- قائمة الكاتدرائيات القوطية في أوروبا
- قائمة أطول المباني التي بنيت قبل القرن العشرين

## روابط خارجية
- الموقع الرسمي